# Stralsund: Vergeltung
Vergeltung ist ein deutscher Fernsehfilm von Lars-Gunnar Lotz aus dem Jahr 2016. Es handelt sich um den zehnten Filmbeitrag der ZDF-Kriminalfilmreihe Stralsund. In den Hauptrollen der Ermittler agieren Katharina Wackernagel, Wanja Mues, Alexander Held und Michael Rotschopf sowie in der Rolle eines neu hinzugekommenen Kollegen Karim Günes. Die Haupt-Gastrollen sind besetzt mit Jan Henrik Stahlberg, Lucas Gregorowicz, Robert Gallinowski, Audrey von Scheele, Katharina Nesytowa und Anian Zollner.

## Handlung
Kommissariatsleiter Gregor Meyer, Kriminalhauptkommissar Max Morolf und einige Kollegen beobachten per KPI Live Cam einen von Kriminalkommissarin Nina Petersen geleiteten Einsatz im Hafengebiet von Stralsund. Dort wird ein Mann festgenommen, der mit hochgefährlichem Gift hantiert. Etwa zur selben Zeit setzt sich ein Kleinbus mit Schülern des Ostsee-Internats-Stralow in  Bewegung. Morolf will von Meyer wissen, warum er immer noch Innendienst machen müsse, die Kommission habe ihn längst rehabilitiert. Meyer bittet ihn, mit in sein Büro zu kommen. Dort will er die Wahrheit über den Tod von Robak wissen, den Morolf „in Notwehr“ erschossen hat, wie die Kommission befunden hat. Morolf gibt zögernd zu, dass er sich auch dafür gerächt habe, dass Robak vor sieben Jahren Anna Breetz, seine große Liebe, erschossen habe. Meyer besteht darauf, dass er den Bericht der Kommission nur unterschreiben werde, wenn Morolf im Gegenzug einen Versetzungsantrag unterschreibe. Nachdem Meyer unterschrieben hat, unterschreibt auch Morolf das gewünschte Papier. Seine Gedanken gehen zurück in die Vergangenheit und zu Anna Breetz und dem Abend, als er ihr versprach, dass ganz bestimmt alles gut ausgehen werde, als sie ihm gestanden hatte, dass sie Verantwortung nicht nur für sich selbst trage.
Nina Petersen vernimmt derweil den Ex-Lotsen Richard Derfler, bei dem eine große Menge von Gift sichergestellt worden ist. Er blockt alles ab, auf die Frage, warum er ausgerechnet Rizin genommen habe, um Menschen zu gefährden, antwortet er lapidar, Anthrax sei aus gewesen. Nachdem Petersen den Verhörraum verlassen hat, stößt sie auf ihren Kollegen Kriminalhauptkommissar Karl Hidde, der die Operation an seinem Beinstumpf gut überstanden hat und inzwischen froh ist, dass er sie hat machen lassen, da es seinem Bein merklich besser geht.
Inzwischen ist der Schulbus von einem eine Panne vortäuschendem Mann überfallen worden, der alle Handys an sich nimmt und eine der Schülerinnen in seine Gewalt bringt. Beim Verlassen des Busses meint er in Richtung des den Bus fahrenden Referendars: „Schönen Dank für die Hilfe, Herr Geiger“, woraufhin dieser entsetzt stammelt, „das ist gegen die Abmachung“. „Genau“ entgegnet der maskierte Gangster, und erschießt Geiger, bevor er mit seiner Geisel davonbraust. Petersen und Uthman sind nur wenig später am Tatort und befragen die aufgeregten Mädchen. Nina Petersen wundert sich, dass auch Morolf anwesend ist, ohne dann aber weiter auf ihn zu achten. Eines der Mädchen meint, dass der Täter und Geiger sich gekannt haben müssten und erzählt von den Worten, die zwischen beiden gewechselt worden sind, bevor der tödliche Schuss fiel. Bei dem entführten Mädchen handelt es sich um Lena Gundelach, deren Vater sich laut Schuldirektor Zöllner auf einer Bohrinsel im Nordatlantik befindet und deren Mutter nicht mehr lebt. Petersen und Uthman stoßen auf Merkwürdigkeiten, zum Beispiel wird die Hälfte des monatlich anfallenden Schulgeldes von einem anonymen Konto überwiesen. Zöllner meint noch, Lena werde etwa ein- bis zweimal im Monat von einem Mann abgeholt, nein, sein Name sei nicht Gundelach. Hidde hat inzwischen mit Gundelach telefoniert, der davon spricht, dass das Mädchen ihm nur angehängt worden sei, er bezahle Schulgeld für sie, das sei die einzige Verbindung. Es stellt sich heraus, dass das anonyme Konto zu Max Morolf gehört. Er zahlt die andere Hälfte des Schulgeldes. Inzwischen weiß man auch, wer Lenas Mutter war – Anna Breetz. Petersen erläutert dem Kollegen Uthman, dass Breetz die Sekretärin eines Frankfurter Bauunternehmers gewesen sei. Sie sei angeworben worden, um schneller an ihn heranzukommen, sei aber enttarnt und leider erschossen worden. Hidde wirft ein, Morolf dagegen sei wie durch ein Wunder am Leben geblieben, woraufhin Meyer entgegnet, dass er ihn rechtzeitig aus „Pawels“ Schusslinie gezogen habe. Uthman will wissen, wer „Pawel“ sei und erfährt von Hidde, dass er der ostdeutsche Drogenbaron sei und ein Kumpel von Max. Morolf hätte nur aufgrund seiner langjährigen Bekanntschaft mit Pawlowski in dessen Organisation eingeschleust werden können, um dessen Verbindungen bis in höchste Polizeikreise nachzuweisen. „Was ihm aber nicht gelungen ist“, wirft Hidde süffisant ein. Erklärend wird noch ergänzt, dass der Mann, den Morolf vor vier Wochen erschossen hat, zu „Pawels“ Leuten gehört habe; er sei auf die Frau angesetzt, die in Kürze gegen ihn aussagen solle, da sie zufällig Zeugin einer Drogenübergabe geworden sei. Tatjana Komerenkowa stehe unter Polizeischutz, sicher sei jedoch, dass „Pawel“ alles daransetzen werde, ihre Aussage zu verhindern.
Max Morolf ist inzwischen bei dem unter Hausarrest stehenden Jan Pawlowski. Dieser erklärt Morolf eiskalt, dass er seinen Auftrag erledigen müsse, wenn er Lena wiedersehen wolle, er habe genug Zeit gehabt. Sein Anwalt übergibt Morolf dann noch eine Pistole, die wie eine Insulinspritze funktioniere. Er müsse sich die Kanüle in den Arm schießen, dann wisse man immer, wo er sei. Morolf bleibt keine Wahl. Als Meyer erfährt, dass Morolf „Pawel“ aufgesucht hat, ist ihm und seinem Team sogleich klar, was dahintersteckt. Er soll das zu Ende bringen, was Robak nicht geschafft hat, die Zeugin Komerenkowa zum Schweigen bringen. Das bedeutet höchste Alarmstufe. Morolf hat inzwischen die Kanüle mit einem Messer aus seinem Arm entfernt. Petersen vermutet, dass Morolf es höchstens über das Essen versuchen könnte. Eine Ampulle mit dem auf dem Schiff sichergestellten Gift fehlt und Morlock war in der KTU. Der Entführer zwingt Lena inzwischen dazu einen Videoclip aufzunehmen, der an Max gerichtet ist. Zur selben Zeit berichtet Pawlowskis Anwalt Erik Feldmann diesem, dass die Zeugin immer noch lebe. Der Drogenboss ist sich sicher, dass er am morgigen Tag aus gesundheitlichen Gründen auf keinen Fall vor Gericht erscheinen werde, woraufhin Feldmann erwidert, der Amtsarzt habe seine Großzügigkeit in der Vergangenheit nicht vergessen.
Nina Petersen meint zu Meyer, „Pawel“ habe alle Trümpfe in der Hand, zuerst müsse Max die Zeugin beseitigen und dann würde die Polizei Max beseitigen, das perfekte Spiel. Kurz darauf erhält Nina einen Anruf von Max, der sie inständig bittet, ihm zu helfen Lena zu finden, da „Pawel“ sie sonst töten lassen werde. Er verweist auf das Video, das einen Hinweis enthalten müsse und das er an sie weitergeleitet habe. Er könne der Zeugin niemals etwas antun, versichert er Nina noch und werde sich stellen, sobald Lena in Sicherheit sei. Dann bricht das Gespräch ab. Petersen sieht sich zusammen mit Uthman das Video genau an und hat einen Verdacht, wo Lena versteckt sein könnte. Noch bevor das informierte SEK eingetroffen ist, gelingt es Petersen und Uthman Lena zu befreien und den Entführer in Notwehr zu erschießen.
Inzwischen wissen Meyer und Hidde für wen ihr Kollege Morolf das Gift entwendet hat. Er hat es „Pawel“ bei seinem morgendlichen Besuch unauffällig ins Getränk getan. Meyer, der sich zusammen mit Hidde bei Pawlowski aufhält, meint zu diesem, er habe mit dem Schuss auf Anna nicht nur sie, sondern auch Max getroffen, sie sei die Liebe seines Lebens gewesen und Max nach ihrem Tod nie mehr derselbe. Hidde will von Meyer die Zusage, dass Morolf wegen Mordes an Pawel angeklagt wird. Der ohnehin Todgeweihte schlitzt sich mit einer Scherbe die Kehle auf, ohne dass Meyer oder Hidde das verhindern können. Meyer meint zu Hidde, er solle das LKA informieren, dass Pawlowski sich selbst gerichtet habe. Hidde entgegnet: „Hier wird nichts vertuscht, Herr Meyer.“ Und so benachrichtigt er umgehend die Kollegen. Max Morolf, der sich noch von Lena verabschieden konnte, wird festgenommen.

## Produktion

### Produktionsnotizen, Hintergrund
Produziert wurde der Film von der Network Movie, Film- und Fernsehproduktion Wolfgang Cimera GmbH & Co. KG, Köln, Herstellungsleitung: Andreas Breyer, Produktionsleitung: Ralph Retzlaff, verantwortlicher ZDF-Redakteur Martin R. Neumann.
Vergeltung wurde im Zeitraum vom 1. April bis zum 2. Mai 2016 in Stralsund, Hamburg und Umgebung gedreht. Lars-Gunnar Lotz führt nach Kreuzfeuer, Der Anschlag und Schutzlos das vierte Mal Regie bei dieser Reihe.
Hans Czerny schrieb bei Prisma anlässlich der Ausstrahlung der Wiederholung der Folgen Schutzlos und Vergeltung, dass 2010, als die erste Stralsund-Folge gezeigt worden sei, niemand geahnt habe, dass man „am Start eines Krimi-Erfolgsformates“ stehe. Inzwischen seien schon zwölf Filme ausgestrahlt und zwei weitere (Waffenbrüder und Schattenlinien) im Kasten.

### Veröffentlichung
Der Film wurde am 29. Oktober 2016 zur Hauptsendezeit im ZDF erstausgestrahlt.
Am 29. März 2018 veröffentlichte Studio Hamburg Enterprises diese Folge zusammen mit den Folgen 9, 11 und 12 auf DVD.

## Rezeption

### Einschaltquote
Bei seiner Erstausstrahlung schalteten 5,84 Millionen Zuschauer ein, was einem Marktanteil von 18,9 % entsprach.

### Kritik
Volker Bergmeister, der schon die vorhergehende Folge Schutzlos, worauf diese Folge aufbaut, für tittelbach.tv bewertet hatte, schrieb, Stralsund – Vergeltung mache da weiter, wo das Team um Kommissarin Nina Petersen aufgehört habe. Weiter lobte er: „Spannung, Action und intelligente Unterhaltung sind garantiert. Der Krimi funktioniert durch den geschickten Einbau von Rückblenden für die, die  Folge 9 nicht gesehen haben, eigenständig. Wer ‚Schutzlos‘ kennt, wird sich dennoch keine Sekunde langweilen. Einer der stärksten Fälle der ZDF-Reihe, eine Art Zwischenfinale!“ Es sei nicht leicht, einen Fortsetzungskrimi zu machen und zudem noch die horizontale Erzählweise von Stralsund zu berücksichtigen, führte Bergmeister weiter aus, man habe „die Herausforderung angenommen – und auf ganzer Linie gewonnen“. Geschickt habe man „einen Kniff gewählt“, indem man mit dem von Karim Günes gespielten Karim Uthmann einen Neuen ins Ermittlerteam eingeführt habe, der seinen Kollegen entsprechende Fragen nach der Vorgeschichte stelle. Das wirke „nicht aufgesetzt, sondern fließ[e] in die Story ein“. Bergmeister zog das lobende Fazit: „Auch die zehnte Episode bietet alles, was diese Reihe seit Jahren auszeichnet: Rasante Action, von Lars-Gunnar Lotz sehr unaufgeregt und präzise inszeniert; reichlich Spannung bis zum dramatischen und auch überraschenden Showdown; eine fein gesponnene Story mit ineinander verwobenen Details (das Gift Anthrax spielt noch eine Rolle); ein Ermittlerteam, das fein zusammengestellt ist und im Lauf der Jahre immer mal wieder dramaturgisch geschickt und den Inhalten angepasst verändert wird.“
Focus Online meinte, das sei schon „fast ein Thriller“, und man bleibe „förmlich am Bildschirm kleben“. Poser und Lotz, die schon mehrere Folgen dieser Reihe gemeinsam gedreht hätten, hätten hier „einen klug aufgebauten, etwas zu verschachtelten und leicht überfrachteten Krimi inszeniert, der stets einen bedrohlichen Unterton und eine manchmal etwas rüde Sprache“ habe. Gelobt wurden die Schauspieler, die „alle hervorragend“ agierten – „allen voran Wanja Mues […], der den zweifelhaften Ermittler mit dubioser Vergangenheit sehr intensiv“ spiele.
TV Spielfilm zeigte mit dem Daumen nach oben, gab für Anspruch und Action einen von drei möglichen Punkten, für Spannung zwei und schrieb: „Ein sehr solider TV-Krimi, der die Fronten im Team zuspitzt, ein diffuses Gefühl der Bedrohung hochhält und zum ‚Wer hat sich schuldig gemacht?‘-Finale richtig klasse wird.“ Fazit: „Gute Atmosphäre, starke Auflösung.“
Der Filmdienst befand: „Spannend konstruierter, inszenatorisch eindrucksvoller (Fernsehserien-)Krimi.“
Tilmann P. Gangloff verfasste eine Bewertung für die Rheinische Post und lobte, dass der Film „mit einer reizvollen Parallelmontage“ beginne. Gangloff lobte zudem die „geschickt integrierten Rückblenden“, mit denen die Ereignisse aus Schutzlos zusammengefasst würden. Am Ende stelle Morolf fest, dass das das Ende sei, was sich „zum Glück“ nur auf diesen Fall beziehe. „Alles andere wäre auch äußerst bedauerlich“, meinte Gangloff, zumal das Team „mit dem vergleichsweise jungen Karim Günes (Karim Uthman) Verstärkung bekommen“ habe. Der Regisseur, der auch die letzten beiden ‚Stralsund‘-Filme gedreht habe, setze „das Niveau nahtlos fort, das Martin Eigler mit seinen ersten fünf Episoden etabliert“ habe.